# Aspistes freyi
Aspistes freyi är en tvåvingeart som beskrevs av Cook 1965. Aspistes freyi ingår i släktet Aspistes och familjen dyngmyggor. Inga underarter finns listade i Catalogue of Life.